# Стефан Дамянов (контраадмирал)
Стефан Тодоров Дамянов е български морски офицер, контраадмирал.

## Биография
Роден е на 17 юни 1929 г. в плевенското село Обнова. Завършва 45-ти випуск на Висшето военноморско училище „Никола Вапцаров“ във Варна (1947-1950). От септември 1958 г. е командир на а 9-и отделен дивизион торпедни катери (одтка) като капитан III ранг. В периода 1979 – 1981 г. е началник-щаб на Военноморския флот на България. След това е заместник-командир на Военноморския флот. През 1990 г. излиза в запаса. Умира през 2019 г.